# 李常傑
李常傑（越南语：／；1018年—1105年），原名吳俊，字常傑，是越南李朝的一位宦官和將領，亦是李太宗、李聖宗及李仁宗三朝元老，尤以李仁宗時期他的表現最為活躍，並且成為李朝與宋朝交戰的主要將領。

## 出身及早年的仕途
李常傑出生於寿昌县（今河內）太和坊的一個武將家庭，為10世紀時的統治者吳權之後，銘文資料提到李常傑是「細江句漏縣」人即今北寧省順城縣，當是後來改籍昇龍太和坊，其父是李太宗時太尉郭盛溢（又作郭盛謚）。李常傑自少就「姿貌揚逸」，並且練騎射，習兵法。在其年青時期，亦即李太宗時開始，就已登上仕途。1036年（李通瑞三年），李常傑因為承父蔭，被委任為騎馬校尉。1039年，淨身（閹割），並於1041年（李乾符有道三年），被召入皇宮，擔任侍衞及黃門祗候。
李聖宗時，更獲晉升為太保，以及於1061年（李彰聖嘉慶三年），被調任為清化、乂安等地的察訪使，鎮壓當地的芒族動亂。

## 參與對占城的戰爭

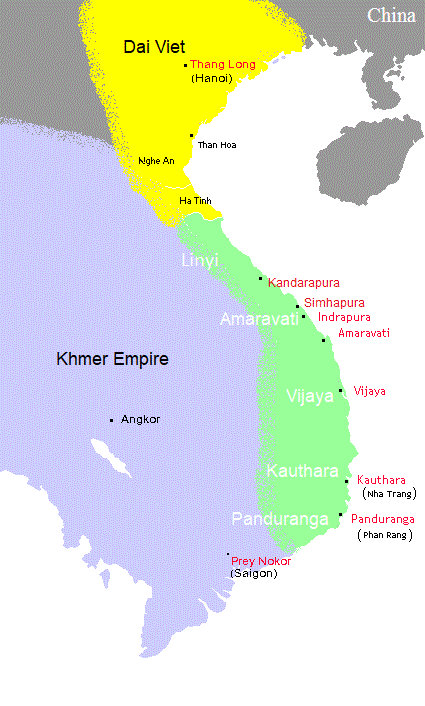
李朝時期越（黃色部份）占（綠色部份）對峙圖

占城（又作占婆）為越南李朝南鄰。李常傑作為李朝主要軍事人物，曾數次參予對占的戰事。
1069年（李天貺寶象二年，由於當年的農曆七月改年號為神武，因此《越史略》列入神武元年）農曆二月，李聖宗親征占城。（據陳仲金說，開戰的原因是「占城國常來騷擾。」）越軍在戰事中相當順利，節節擊敗占城軍，占城君主律陀羅跋摩三世（又作「施里律茶盤麻常楊溥」、「楊卜尸律陀般摩提婆」、「第矩」、「制矩」等）兵敗逃走。到農曆五月，「元帥阮常傑（即李常傑）俘獲第矩於真臘界」。　
在這一役中，由於李常傑成功俘獲占城王律陀羅跋摩三世，迫使他向越軍求和「贖罪」，割讓了地哩州、麻令州、布政州三州給李朝，然後將占城王釋放回國。據陳仲金所說，此三州即為現今越南的廣平省及廣治省轄地。
經過以上一戰後，占婆內亂，占王律陀羅跋摩三世於1074年（李太寧三年）投奔李朝。其後，據法國學者喬治·馬司培羅的說法，李朝大概有意助律陀羅跋摩三世歸國復位，便於次年（1075年，李太寧四年）派李常傑率兵南下，但被占婆新國王訶梨跋摩三世擊退。此戰爆發時間，《欽定越史通鑑綱目》稱是太寧四年八月。
1075年至1077年（李英武昭勝二年）期間，宋越開戰，宋廷聯絡占城合擊李朝，於是占城在1076年（李太寧五年）三月參戰。而李常傑則為越軍主將。（詳情另見：宋越熙寧戰爭）
1104年（李龍符元化四年）農曆二月，李仁宗命年已老邁的李常傑再征占城。開戰原因，是由於造反的李覺逃亡入占，勸占城君主制麻那進攻越南，並收復了先前割讓的地哩州、麻令州、布政州三州土地。李常傑受命後，便又擊破占城，再度取得地哩州、麻令州及布政州。

## 李常傑在與宋軍交戰（1075年－1077年）中的表現
李常傑較為人所熟知的事跡，是他參予了在1075年至1077年（李太寧四年至英武昭勝二年）間對宋朝的戰爭。（《越史略》誤記在太寧二年爆發戰事。）

### 率兵侵犯宋朝邊境及屠殺

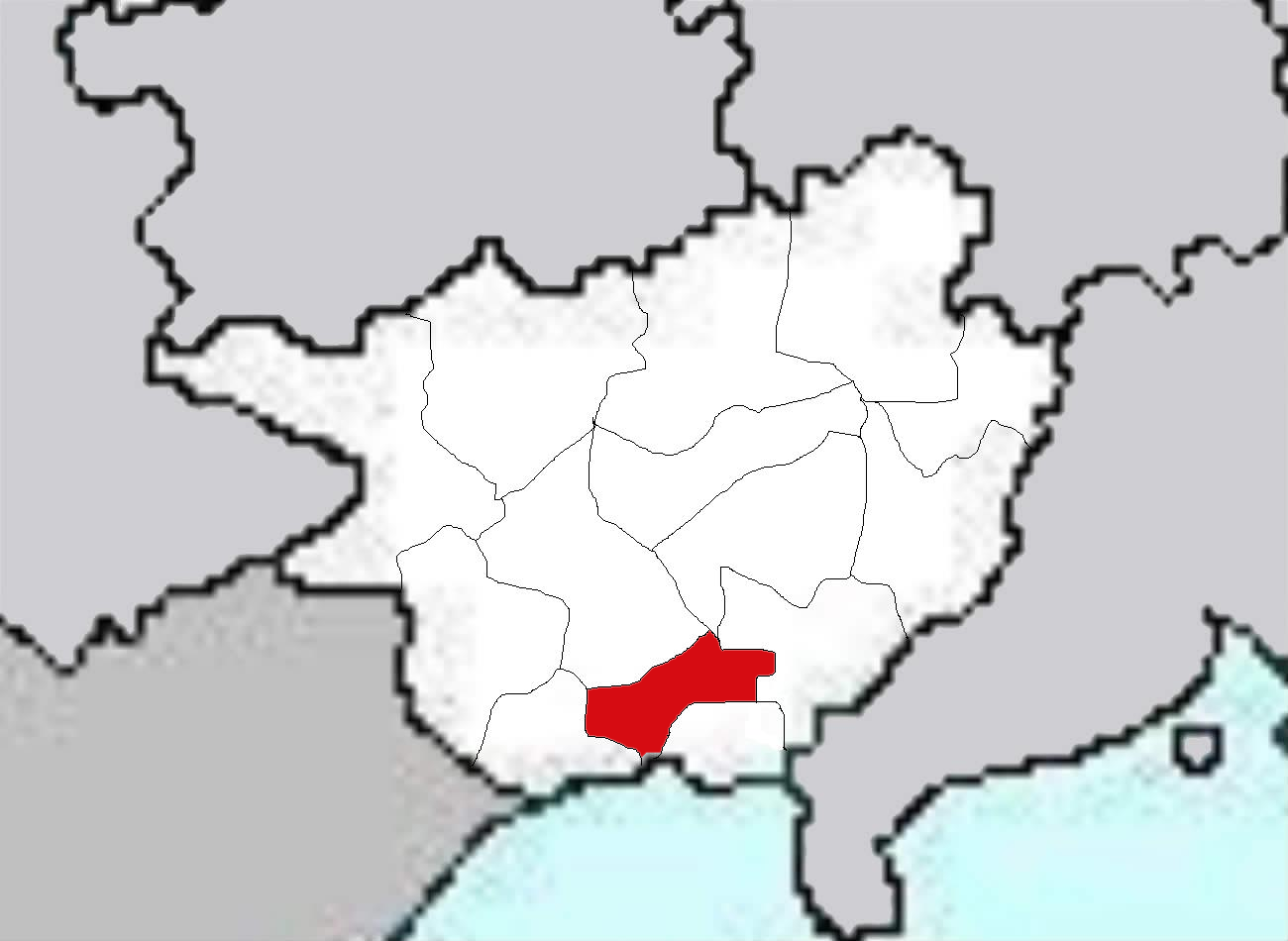
中國廣西欽州位置圖

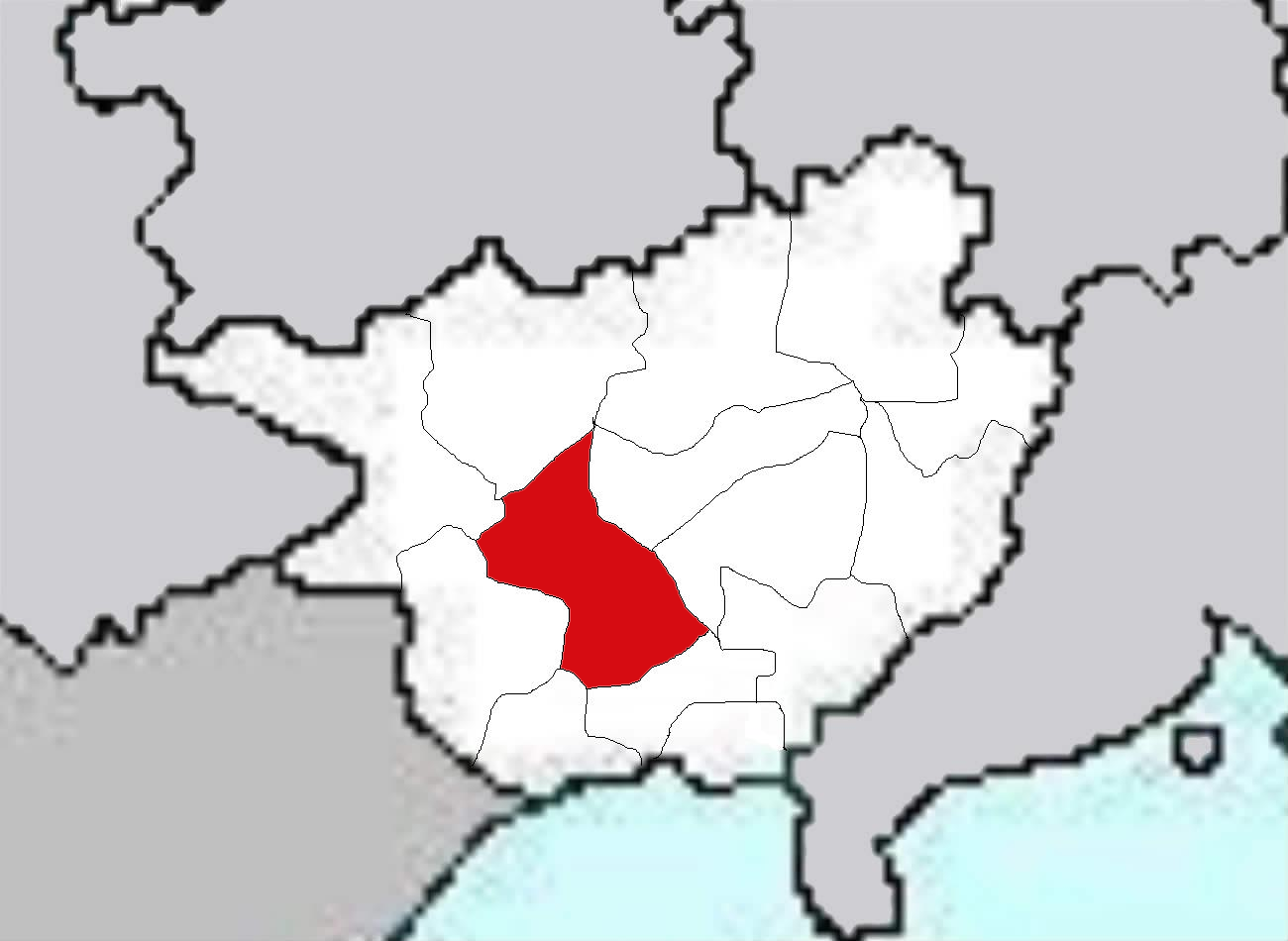
中國廣西邕州位置圖

- 奉命「先發諸道兵」抵禦宋軍：1075年（李太寧四年），宋朝王安石認為越南在不久前遭占城侵擾，國勢衰弱至「餘眾不萬人」，便部署對越南強硬。李朝政府獲得宋朝在南部「造舟艦教水戰」及「禁州縣不與我邊貿易」的情報後，便自行「先發諸道兵」，由李常傑率領水軍，攻入宋朝邊境，先後攻陷欽州、（今中國廣西欽州）、廉州（今中國廣西合浦）及邕州（今中國廣西南寧）等地。[10]
- 邕欽廉三州大屠殺：李常傑在整場戰事中最矚目的行動，就是進行了大屠殺。當攻陷邕州後，由於知州蘇緘不願降服而自殺，全城軍民「無一人降者」，於是李常傑便「盡屠五萬八千餘人，并欽、廉州死亡者幾十餘萬人，常傑等俘虜三州人而還。」[11]

### 轉攻為守
- 被調回抵禦占城：同年，宋朝聯絡越南的南方勁敵占城共同作戰。[12]李朝政府獲悉後，便調回李常傑，以抵禦占城。李常傑未能取勝，唯有招募人民移居當時是越占邊境的地哩州、麻令州、布政州等地。[11]
- 在越南境內的如月江、富良江一帶與宋軍交戰：1076年（1076年是丙辰年。據《大越史記全書，李太寧五年農曆四月以後，改年號為英武昭勝元年。而《越史略》將該年誤寫成丙辰太寧四年，另外又說在十月改為英武昭勝元年），宋軍開進越南境內，但被李常傑於如月江（陳仲金說在北寧省如月村，是梂江的下段）阻擊成功。之後，宋軍移師到附近的富良江（陳仲金認為富良江正是梂江，[13]中國學者郭振鐸、張笑梅所著的《越南通史》中則說是現在的紅河。[14]），重整士氣，而李常傑部下軍士則開始灰心喪氣。縱然李常傑盡力勉勵軍士，但李朝已有意議和，而宋軍八萬餘人，亦由於難以適應南方的氣候及瘟疫，而折損了過半數兵員，但仍佔領了越南的廣源州（今越南高平省廣淵州）、思琅州（今越南高平省上琅州和下琅州）、蘇州、茂州（今越南高平省與諒山省交界）等地。[15]）

※據《越史略》，宋越兩軍在如月江的對戰，發生在丙辰太寧四年農曆七月（應是太寧五年，即公元1076年，《大越史記全書》將該戰事列在丙辰太寧五年三月），李常傑率水軍抵禦宋軍，而「昭文、宏真二侯皆溺死如月江」。雙方隔江對峙一個多月後，李常傑終於在這條戰線上擊退宋軍。
至於富良江方面的戰鬥，發生在同年的十二月（南宋李燾將該役列入《續資治通鑑長編》卷二百七十九宋神宗熙寧九年十二月癸卯），宋將郭逵等率兵擊殺了越軍「大將洪真太子」，俘獲了「左郎將阮根」，隨後便是「乾德懼，奉表詣軍門乞降」，但並沒有提及李常傑有否親身參予富良江戰線方面的交鋒。）綜合中越兩國的史料而言，其實雙方交戰各有勝負。造成難以判定輸贏的原因，大概是由於兩國修史者都是只各自記述關於己方得勝的戰事而已。
- 宋越議和與戰事的終結：雙方再經過零星的戰鬥後，到1078年（（李英武昭勝三年），雙方舉行議和，李朝向宋朝「請還廣源、蘇茂等州」，而作為回禮，李朝歸還俘獲的宋朝軍民，戰事就此告終。[16][19][15][20]

## 匡扶國政
雖然宋越熙寧戰爭最後僅以和議告終，但李朝政府對李常傑的表現仍然相當滿意，並且對他加官進爵。當1075年（李太寧四年）李常傑奉命抵禦占城時，便獲授任太尉。其後，又獲封以「兼內侍判首都押衙」、「行殿內外都知事」、「遙授諸鎮節度」、「同中書門下上柱國」、「天子義弟」、「輔國上將軍開國公」等等官職及封銜。以表示朝廷對他的尊崇。
李常傑的匡政，大體上是「內樹寬明，外馳簡惠」，對於奸惡者則「威而殲惡」，處理獄訟時「獄無濫之」，此外能不失農務，老必安之。當時人稱其治國能有「莅民之本，安國之術」。此外，因當時佛教盛行，李常傑亦表尊重，讓佛僧長老擇地創辦佛寺。
到1105年（李龍符元化五年）農曆六月，李常傑去世，被追贈以「入內殿都知檢校太尉平章軍國重事越國公」，食邑萬戶，以弟弟李常憲繼承侯爵。

## 著作

### 《伐宋露布》
天生蒸民，君德則睦。君民之道，務在養民。
今聞宋主昏庸，不循聖范。聽安石貪邪之計，作青苗助役之科。使百姓膏脂涂地，而資其肥己之謀。
蓋萬民資賦於天，忽落那要离之毒。在上固宜可憫，從前切莫須言。
本職奉國王命，指道北行。欲清妖孽之波淘，有分土無分民之意。要掃腥穢之污濁，歌堯天享舜日之佳期。
我今出兵，固將拯濟。檄文到日，用廣聞知。切自思量，莫懷震怖。
李朝英武昭勝元年農曆十二月，李常傑等進軍中國宋朝邊境期間，在所經之路發表軍事文誥《伐宋露布》，批判青苗、助役之法荼毒生民，以圖發動當地民眾倒戈攻宋。該《露布》的部份內容，亦見之於宋人典籍，如司馬光《涑水記聞》、李燾《續資治通鑑長編》等等。

### 诗作《南國山河》
1076年（李太寧五年，農曆四月後改為英武昭勝元年），李常傑與宋軍在如月江、富良江一帶交戰時，軍隊竟無心戀戰。某夜，軍隊裡忽然聽到這樣的詩句而重拾戰意：
|  | 南國山河南帝居， 截然定分在天書。 如何逆虜來侵犯？ 汝等行看取敗虛。 |

根據陳仲金的說法，是李常傑害怕自己的軍隊灰心喪氣，便編撰這詩，並說成是由神仙所作，以令軍隊恢復鬥志。
此诗在越南尽人皆知，美国总统奥巴马访问越南时还用英语背诵，表示这首诗是越南“独立宣言”，表达了“所有越南人民不屈的精神”。“大国不能欺负小国”。

## 評價
李常傑作為越南李朝的一位重臣，對國政發揮影響力，且是越軍主帥，曾向中國宋朝發動攻勢，並造成中國境內大量軍民傷亡，因此，中越兩國的史家，對李常傑有著折然不同的評價：
- 越南方面：
  - 在李朝，李常傑就獲得甚高評價。當時碑銘資料稱：「唯公（指李常傑）輔君，國家殷富，多歷年所，可聖臣遺千古之熙績也」[27]；「而公三朝弼政，兼禦定邊乱，於其數年，而八方寧謐，其功盛矣。」[22]
  - 越南阮朝時，史家潘輝注在其著作《歷朝憲章類誌·卷九·人物誌》裡，稱李常傑在越南歷史上「古今武功第一」。[28]
  - 20世紀初，越南史家陳仲金在其所著的《越南史略》中評價他「具將才，精韜略，北伐宋，南平占，實為我國的一員名將。」[29]
  - 越南1971年出版的《越南歷史》宣稱李常傑一切的軍事行動，盡屬是合理而高明的「自衞」戰略：「李常傑的積極自衞的進攻戰略，也體現了民族的這種精神和意志。他對抗戰的勝利立下了卓越功勳並且作出了偉大的貢獻。李常傑是一位民族英雄；是一位把天才的韜略與卓越的政治和外交才能相給合的傑出的軍事家。」[30]
- 中國方面：
  - 中國學者郭振鐸及張笑梅則認為，李常傑在宋朝境內的邕州、欽州、廉州所進行的屠殺，是「對中國人民反侵略的血腥大屠殺，在中越封建社會的歷史上所僅見。」另外，又批評越南社會科學委員會所編撰的《越南歷史》裡對李常傑的高度讚揚，「實令人髮指，這是對歷史事實的大嘲笑。」[31]不过，同书也肯定了李常傑的才干，称他「具将才，精韬略，北侵宋朝，南犯占城，为李朝一名野心勃勃的将军」。[32]
  - 中國學者戴可來在翻譯陳仲金的《越南史略》時，亦稱李常傑攻打北宋是「赤裸裸的侵略行徑」，「作者和其他越南史學家於此多方辯解，是錯誤的」。[33]

總而言之，越南人對李常傑的評價甚高，但中國人對其評價以負面居多。

## 后世越南人的尊崇和纪念

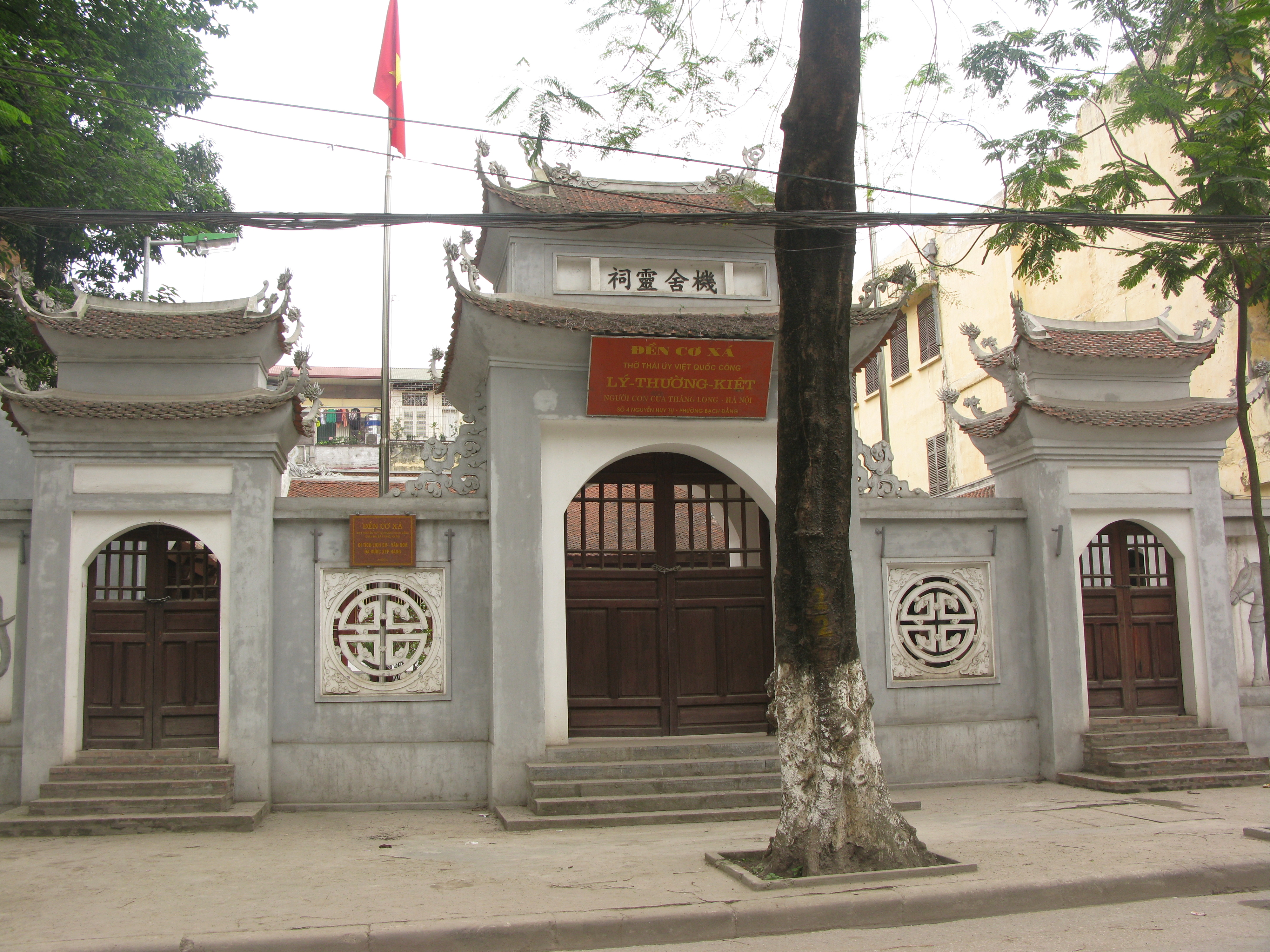
祭祀李常傑的機舍靈祠，位於今越南河內市

由於越南史料中記載李常傑侵宋取得巨大勝利，越南人對其甚為尊崇。根據越南史料《皇越神祇總冊》和《歷朝憲章類誌》的記載，李常傑死後，其故鄉太和坊的土人祀其為福神，祈禱多應。此後越南各個朝代都尊其為上等福神，號稱「翊運廣威大王」。河內市有祭祀他的機舍靈祠。至今越南人仍認為他是民族英雄。
1966年发行的100盾南越纸币，以李常傑肖像为图案。
1974年西沙之战时南越方第十六号军舰即以李常杰命名。

### 书籍
- （中文）. 上海古籍出版社（1987）.
- （日語）（中文）吳士連等. . 陳荊和編校. 東京大學東洋文化硏究所附屬東洋學文獻センター（昭和59－61年）（1984－1986）.
- （法文）（越南文）（中文）潘文閣、蘇爾夢主編. . 巴黎、河內: 法國遠東學院、漢喃研究院（1998）ISBN 2855395658.
- （中文）司馬光. . 北京: 中華書局（1997）ISBN 7101004210.
- （中文）李燾. . 北京: 中華書局（2004）ISBN 7101044344.
- （中文）陳仲金. . 戴可來譯. 北京: 商務印書館（1992）ISBN 7100004543.
- （中文）越南社會科學委員會. . 北京大學東語系越南語教研室譯. 北京: 北京人民出版社（1977）.
- （中文）郭振鐸; 張笑梅. . 北京: 中國人民大學出版社（2001）ISBN 7300034020.
- （中文）喬治·馬司培羅. . 馮承鈞譯. 臺灣: 臺灣商務印書館人人文庫版（民國62）（1973）.
- （中文）. 上海: 上海辭書出版社（1995）ISBN 7532602222.